# Nederlands-Venezolaanse betrekkingen
De Nederlands-Venezolaanse betrekkingen zijn de internationale betrekkingen tussen het Koninkrijk der Nederlanden en de Bolivariaanse Republiek Venezuela. De Nederlandse benedenwindse eilanden Aruba, Curaçao en Bonaire, die gezamenlijk bijna 300.000 inwoners hebben, liggen enkele tientallen kilometers voor de kust van Venezuela. De betrekkingen tussen beide landen zijn soms gespannen, omdat Venezuela herhaaldelijk aanspraak heeft gemaakt op de Nederlandse eilanden voor zijn kust.
Begin 2018 sloot Venezuela de lucht- en zeegrenzen met Nederland. Er was drie maanden lang geen rechtstreekse lucht- of zeevaart tussen Venezuela en de Nederlandse benedenwindse eilanden mogelijk.

## Landenvergelijking
|                 | Venezuela                          | Koninkrijk der Nederlanden                                                                                                |
| --------------- | ---------------------------------- | --- |
| Bevolking       | 28.644.603 (2020)                  | 17.595.017 (2020) |
| Oppervlakte     | 912.050 km²                        | 42.201 km² |
| Dichtheid       | 31,4/km² (2020)                    | 416,9/km² (2020) |
| Hoofdstad       | Caracas                            | Amsterdam |
| Regeringsvorm   | Federale republiek                 | Constitutionele monarchie - Parlementaire democratie                                                                      |
| Officiële talen | Spaans                             | Nederlands (Lokale talen: Fries, Papiaments, Engels)                                                                      |
| Religie         | 96% rooms-katholiek, 2% protestant | 27,0% rooms-katholiek, 15,7% protestant, 1,0% overig christelijk, 5,7% moslim, 2,3% overige religies, 48,2% geen gezindte |

## Geschiedenis
Al vanaf het ontstaan van Venezuela in 1830 was er onenigheid over het eigendom van de benedenwindse eilanden en over smokkel tussen Venezuela en de Nederlandse benedenwindse eilanden. Herhaaldelijk waren er wederzijdse boycotten en werd er meermaals gedreigd met militair optreden.
Vlak na de onafhankelijkheid van Venezuela sloten Venezuela en Nederland een handels- en vriendschapsverdrag af, zodat de handel tussen de twee landen voort kon bestaan. Spanje, dat daarvoor het Onderkoninkrijk Nieuw-Granada (waarvan Venezuela deel uitmaakte) bestuurde, verbood de handel tussen zijn koloniën en de koloniën van andere mogendheden tot halverwege de achttiende eeuw. Omdat er eeuwenlang geen handel mogelijk was tussen de benedenwindse eilanden en Venezuela, werd er veel gesmokkeld. Deze smokkel bleef ook bestaan toen er wel gehandeld mocht worden.
De smokkel bleef Venezuela een doorn in het oog. Zo bracht Venezuela dikwijls Nederlandse schepen op die zij betrapten op smokkel. Nederland beantwoordde dat met het tonen van zijn vloot.

### Venezolaanse annexatie van Nederlandse eilanden
Nederland bestuurde de bewoonde eilanden Aruba, Curaçao en Bonaire en onbewoonde eilanden Klein Curacao, Klein Bonaire, de Aves-eilanden, Orchila, en de Los Roques-archipel, die uit meer dan 350 kleine eilandjes bestaat. Nederland bestuurde vanaf Saba ook het noordelijker gelegen Aves. De Nederlanders gebruikten de onbewoonde eilanden voor de voedselvoorziening. Venezuela vond echter dat de eilanden bij hen hoorden. Nederland wilde echter geen oorlog riskeren over het zeggenschap over de onbewoonde eilanden.
In 1865 besloten Nederland en Venezuela zeggenschap over het noordelijk gelegen Aves te delen. De Verenigde Staten bezette het onbewoonde eiland echter van 1878 tot 1912. Desalniettemin annexeerde Venezuela Aves definitief in 1895.
Om de banden met Venezuela te behouden, leverde Nederland in 1870 de Venezolaanse oppositieleider Antonio Guzmán Blanco uit aan Venezuela. Guzmán Blanco zat op Curaçao en bereidde daar een staatsgreep tegen de Venezolaanse president voor. Terug in Venezuela wist Guzmán Blanco binnen enkele maanden president te worden. President Guzmán Blanco besloot Nederland te straffen voor zijn uitlevering. In 1871 annexeerde Venezuela de Aves-eilanden, de Los Roques-archipel en het eiland Orchila, die ten oosten van Bonaire liggen. De Venezolaanse regering greep haar kans op het moment dat Nederland de verliesgevende Nederlandse Goudkust opgaf aan het Verenigd Koninkrijk in ruil voor Sumatra.

### Militaire dreigingen
Ook liet Guzmán Blanco in 1872 Nederlandse schepen van de handelsfirma Jesurun opbrengen. Toen de Nederlandse diplomaat in Caracas kritiek op de acties van Guzmán Blanco had, werd hij Venezuela uitgezet.
Nadat Venezolaanse opstandelingen tegen president Guzmán Blanco bevoorraad werden vanaf Curaçao, sloot Venezuela de havens van Coro en Maracaibo voor Nederlandse schepen. In 1881 besloot Venezuela een importbelasting van 30% in te stellen over goederen die uit Europese koloniën in het Caribisch gebied kwamen.
Ook deed Venezuela in 1875, 1879 en 1898, telkens onder leiding van Guzmán Blanco, een verzoek aan Duitsland om de Nederlandse benedenwindse eilanden te bezetten.
Venezuela bleef doorgaan met het aanhouden en doorzoeken van Nederlandse schepen, tot vermoeidheid van de Nederlandse regering. Daarom vertrok op 11 maart 1902 vertrok de Hr.Ms. Koningin Regentes op haar eerste reis vanuit de haven van Vlissingen naar Curaçao. Het schip werd gestuurd als reactie op de toenemende politieke spanning tussen Nederland en Venezuela en had het doel om de Joden van Coro naar Curaçao te evacueren. Ze onderbrak deze reis om de slachtoffers van de uitbarsting van de vulkaan Mount Pelée op het Franse eiland Martinique te helpen. Hierna vervolgde het schip haar reis samen met de Hr.Ms. Utrecht en op 2 april 1902 arriveerden ze in de Venezolaanse haven van La Guaira. De aanwezigheid van deze Nederlandse oorlogsschepen fungeerde als een afschrikmiddel tegen verdere acties van Venezuela.

#### Crisis van 1908
In 1907 werden vijf scheepjes varend onder de Nederlandse vlag door Venezuela aangehouden en vastgehouden op verdenking van smokkel. Hoewel de beschuldiging onterecht was, moesten de opvarenden wel hoge boetes betalen om vrijgelaten te worden. Ook waren de scheepjes beschadigd door Venezuela.
In mei 1908 probeerde president Castro de handel tussen de Nederlandse eilanden en Venezuela met nieuwe regels aan banden te leggen. Zo moesten Nederlandse schepen hun lading overschepen in het oostelijk gelegen Puerto Cabello, terwijl zij normaal westelijk voeren op Coro en Maracaibo. Ook moesten de Nederlandse schepen een bepaalde grootte hebben, anders mochten ze niet aanleggen in Venezolaanse havens.
Ook werd de Nederlandse ambassadeur in Caracas uitgezet nadat er een vertaalfout was gemaakt door Venezuela. Venezuela dacht dat de Nederlandse ambassadeur de Venezolaanse president 'een kwade geest' genoemd had.
De Nederlandse regering was boos en eiste van de Venezolaanse regering dat zij de nieuwe handelsregels introk. Venezuela weigerde, waarop op 26 november 1908 Nederland drie schepen voor de kust van Venezuela liet varen: het splinternieuwe pantserschip Hr.Ms. Jacob van Heemskerk en de pantserdekkruisers Hr.Ms. Gelderland en Hr.Ms. Friesland. De Nederlandse oorlogsschepen hadden de opdracht elk schip dat onder de Venezolaanse vlag voer te onderscheppen. Op 12 december veroverde de Gelderland het Venezolaanse kustwachtschip Alix uit voor de kust van Puerto Cabello. De Alix werd samen met het schip 23 de Mayo geïnterneerd in de haven van Willemstad. Nederland had met zijn overmacht op zee een blokkade van de Venezolaanse havens afgedwongen.
Deze situatie zou echter niet lang duren, want op 19 december werd president Cipriano Castro door een van zijn ondersteuners, Juan Vicente Gómez, afgezet en opgevolgd als president van Venezuela. Op 21 december trok Goméz de handelsregels van Castro in en op 23 december trok Nederland zijn schepen terug.

#### Overval op Fort Amsterdam
In Venezuela broeide in 1929 verzet tegen president Goméz. De Nederlandse autoriteiten op Curaçao hadden dat ook door en vroegen de regering in Den Haag extra politie-agenten en de komst van een marineschip. De Nederlandse regering weifelde en de politieversterkingen en het marineschip kwamen niet. De Nederlandse autoriteiten op Curaçao hadden echter niet in de gaten dat het gevaar niet van buiten kwam, maar al op Curaçao aanwezig was. Op 8 juni 1929 nam de Venezolaanse verzetsleider Rafael Simón Urbina met 250 Venezolanen Fort Amsterdam op Curaçao in. Urbina slaagde erin wapens en de regeringskas buit te maken en gouverneur Leonard Albert Fruytier gevangen te nemen. Nadat Urbina gouverneur Fruyter gevangen genomen had, eiste Urbina volledige medewerking van de gouverneur, anders zou Urbina de Isla-raffinaderij in brand laten steken. Met medewerking-onder-dwang van de gouverneur kaapte Urbina het Duitse schip Maracaibo dat in de haven van Willemstad lag. Urbina nam de gouverneur, enkele andere gevangenen en zijn kleine leger van 250 man mee op het schip en voer daarmee naar Venezuela om Goméz ten val te brengen, maar dat mislukte.
De Nederlandse regering was woest. Gouverneur Fruytier werd ontslagen vanwege zijn zwakke optreden. Ook was de Nederlandse regering geschrokken van de slechte staat waarin de beveiliging van Curaçao verkeerde. Zo was alleen de politie permanent op het eiland aanwezig en was er geen Nederlands marineschip in de buurt ten tijde van de overval. Nederland besloot de beveiliging van de benedenwindse eilanden flink op te schroeven. Drie dagen na de overval werd Hr.Ms. Kortenaer met spoed naar de Antillen gestuurd. Sindsdien is het Korps Mariniers permanent op Aruba en Curaçao gevestigd en kreeg de Nederlandse marine in het Caribisch gebied de beschikking over een permanent stationsschip.

### Betere verhoudingen

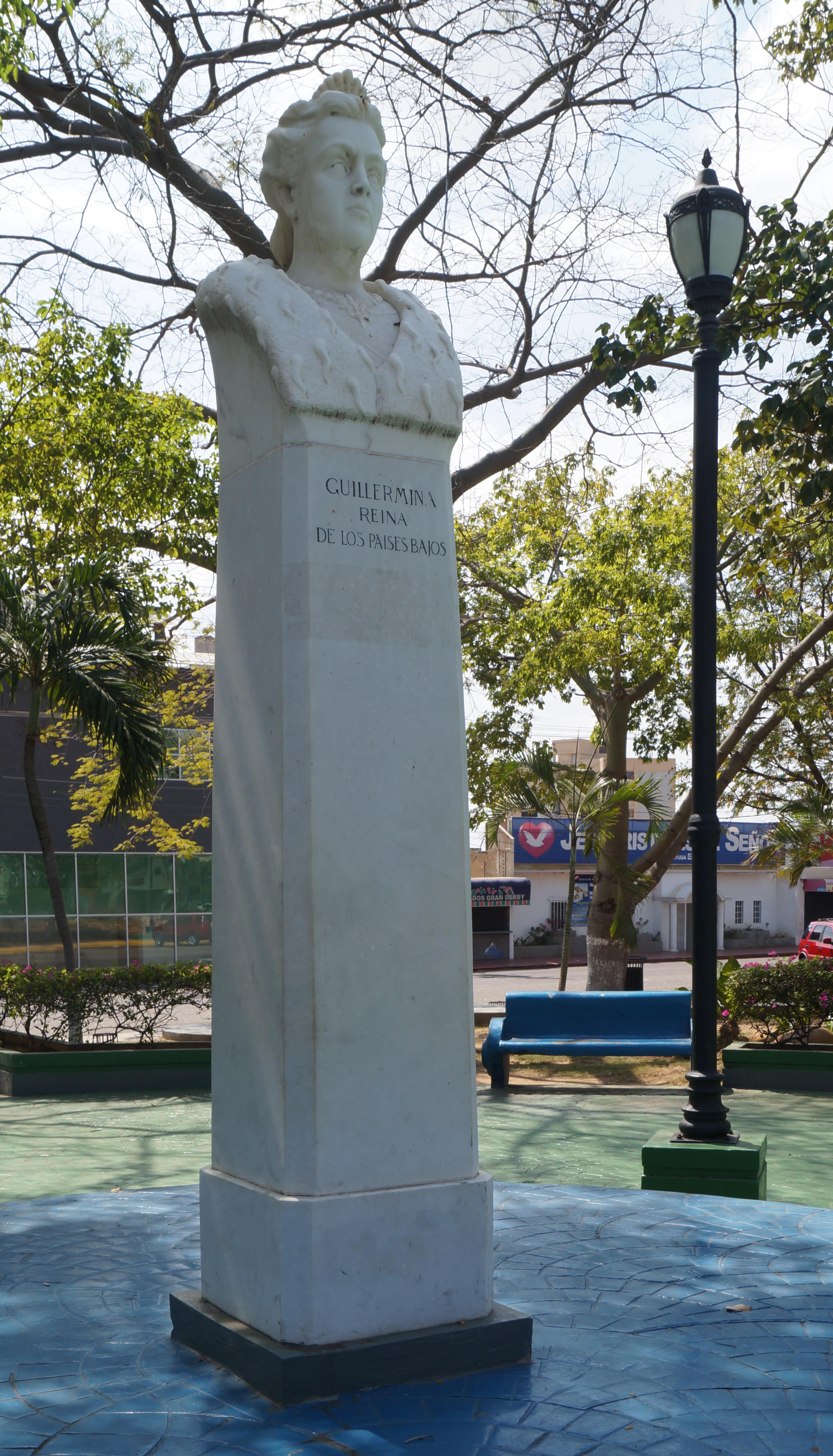
Buste van koningin Wilhelmina in Maracaibo, Venezuela.

Na het openen van de olieraffinaderijen op Aruba en Curaçao na de Eerste Wereldoorlog verbeterden de verhoudingen tussen Nederland en Venezuela langzaamaan, deels omdat daar een gedeeld economisch belang ontstond. Venezuela verdiende aan de verkoop van ruwe olie en Nederland verdiende aan de verkoop van eindproducten.
In 1920 sloten Nederland en Venezuela een nieuw verdrag waarin zij de diplomatieke banden tussen de twee landen herstelden en het eens werden over de manier waarop de economische schade voor de Thielen-apotheek zouden moeten worden bepaald.
Tijdens de Tweede Wereldoorlog was Venezuela neutraal, maar leverde zij wel ruwe olie aan de raffinaderijen op Aruba en Curaçao, die zo gezamenlijk de helft van alle benodigde kerosine voor de geallieerde vliegtuigen konden leveren. De olieraffinaderij op Curaçao was tijdens de Tweede Wereldoorlog de grootste olieraffinaderij op het westelijk halfrond. Venezuela ging door met het leveren van olie ondanks de Duitse aanval op Aruba in augustus 1941. Dankzij het Lend-Lease programma van de Verenigde Staten werd Venezuela steeds meer aan geallieerde kant betrokken en uiteindelijk verklaarde Venezuela in februari 1945 de oorlog aan Duitsland.
Ook na de Tweede Wereldoorlog bleven de verhoudingen tussen Nederland en Venezuela goed. Zo werd in 1953 een buste van koningin Wilhelmina in Maracaibo onthuld. Ook na 1954, toen de Nederlandse Antillen binnenlandse zelfstandigheid kregen, bleven de verhoudingen goed. Er werd zoveel olie verhandeld dat het welvaartspeil op Aruba en Curaçao hoger lag dan in Nederland.
Tijdens deze periode vonden er ook onderhandelingen plaats over de grensgeschillen en de aanspraken op elkaars eilanden. In 1978 kwam het Nederlands-Venezolaans grensverdrag tot stand, waarin Nederland en Venezuela elkaars aanspraken erkenden en de zeegrenzen tussen de exclusieve economische zones van Nederland en Venezuela werden afgebakend. Zolang Aruba, Curaçao en Bonaire bij Nederland hoorden, zou Venezuela geen aanspraak meer maken op de Nederlandse benedenwindse eilanden.
Toen Koninklijke Shell in 1980 bekend maakte de Isla-raffinaderij op Curaçao te willen sluiten, werd de raffinaderij voor 1 gulden verkocht aan het Eilandgebied Curaçao. Sinds 1985 huurt de Venezolaanse staatsoliemaatschappij PDVSA de sterk verouderde raffinaderij. Zij huurt de raffinaderij tot 2019.
In februari 1987 bracht koningin Beatrix samen met de minister-president van de Nederlandse Antillen en de minister-president van Aruba een driedaags staatsbezoek aan Venezuela. In mei 1991 bracht president Carlos Andrés Pérez van Venezuela ook een driedaags staatsbezoek aan Nederland. Beide staatsbezoeken waren een teken van de vriendschappelijke banden tussen Nederland en Venezuela.

### Nieuwe spanningen

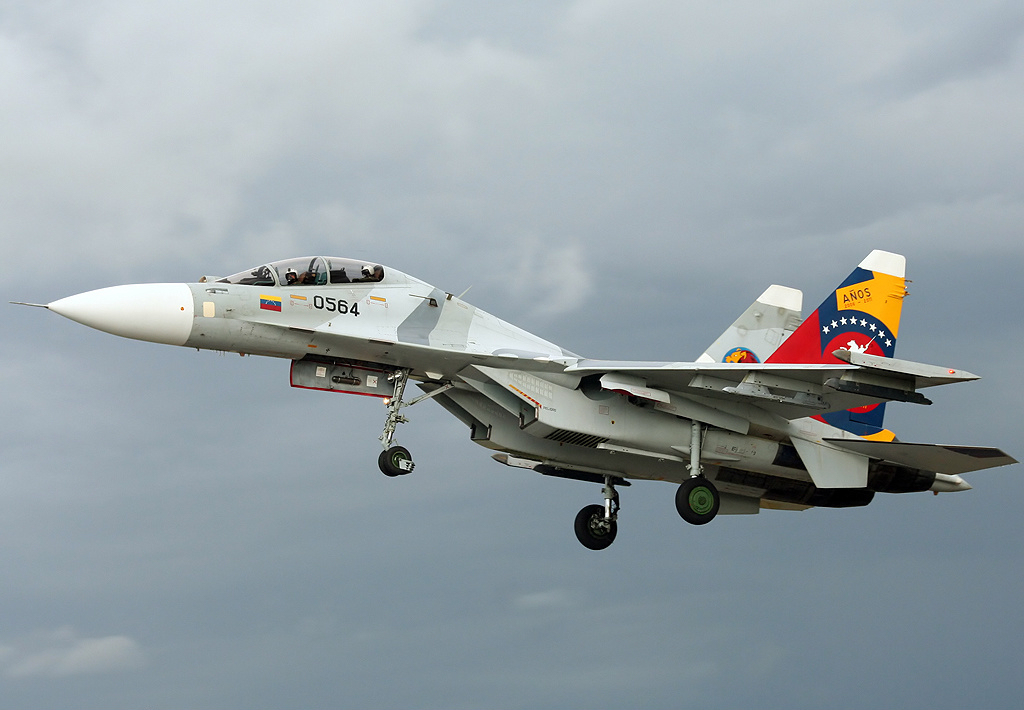
Een nieuw Soechoj Soe-30-jachtvliegtuig in Venezolaanse kleuren.

In 1999 kwam Hugo Chávez aan de macht als president in Venezuela. Hij voerde een socialistisch-populistische politiek en was een anti-imperialist.  Sinds het aantreden van Chávez maakt Venezuela weer aanspraak op de Nederlandse eilanden voor de Venezolaanse kust. In 2005 maakte Nederland zich zorgen over een eventuele Venezolaanse invasie van de Antillen. Chavez bemoeide zich met de politiek op de Nederlandse Antillen en de Venezolaanse luchtmacht schond herhaaldelijk het Nederlandse luchtruim. In 2005, 2006, 2008 en 2010 zei president Chávez dat de Nederlandse benedenwindse eilanden bij Venezuela hoorden en dat de "historische band" tussen de eilanden en Venezuela hersteld diende te worden.
Vanaf 2000 begon Chávez met Russische en Spaanse hulp het leger van Venezuela te moderniseren, onder meer met de aanschaf van nieuwe jachtvliegtuigen en landingsvaartuigen. Daartegen werd sinds 1994 bezuinigd op het Nederlandse leger en was de kennis over Caribische oorlogsvoering minder geworden. Het verschil in kracht tussen de Nederlandse en Venezolaanse krijgsmachten begon kleiner te worden. Daarom hield Nederland in 2006 samen met de Verenigde Staten, het Verenigd Koninkrijk en Frankrijk de oefening Joint Caribbean Lion. Met deze oefening, die bijna een maand duurde, werd een luchtbrug tussen Europa en het Caribisch gebied gesimuleerd en het veroveren van een eiland geoefend. Het was de grootste Nederlandse militaire oefening in het Caribisch gebied ooit.

#### Schendingen van het luchtruim
Vanaf 2001 werken Nederland en de Verenigde Staten vanaf Aruba en Curaçao samen op het gebied van drugsbestrijding in het Caribisch gebied. Daarvoor kregen de Verenigde Staten toegang tot de Internationale luchthaven Koningin Beatrix op Aruba en Hato Airport op Curaçao, waar zij in 2001 op beide luchthavens een Forward Operating Location vestigde. Venezuela was niet blij met de vestiging van twee Amerikaanse bases zo dicht voor haar kust.
Venezuela beschuldigt Nederland en de Verenigde Staten regelmatig het luchtruim te schenden. Deze beschuldigingen werden geuit in 2006, 2008, 2010, 2013, 2015 en 2016, ook nadat Nicolás Maduro in 2013 president van Venezuela werd. Nederland en de Verenigde Staten ontkennen deze schendingen van het Venezolaanse luchtruim. Volgens Nederland zoekt Venezuela middelen om ruzie uit te lokken, zodat Venezuela de Antillen en dus Nederland economisch kan beschadigen. Alleen in 2008 gaf Amerikaanse luchtmacht toe dat er een Amerikaans toestel wegens navigatieproblemen in het Venezolaanse luchtruim was beland.
In januari 2015 schoot Venezuela een burgervliegtuigje neer dat volgens Venezuela het Venezolaanse luchtruim schond en vervolgens in Nederlandse wateren terecht kwam. In februari 2015 zei president Maduro van Venezuela dat het Venezuela het recht heeft zich te verdedigen in het Nederlandse luchtruim boven de benedenwindse eilanden.

#### Arrestatie van Hugo Carvajal

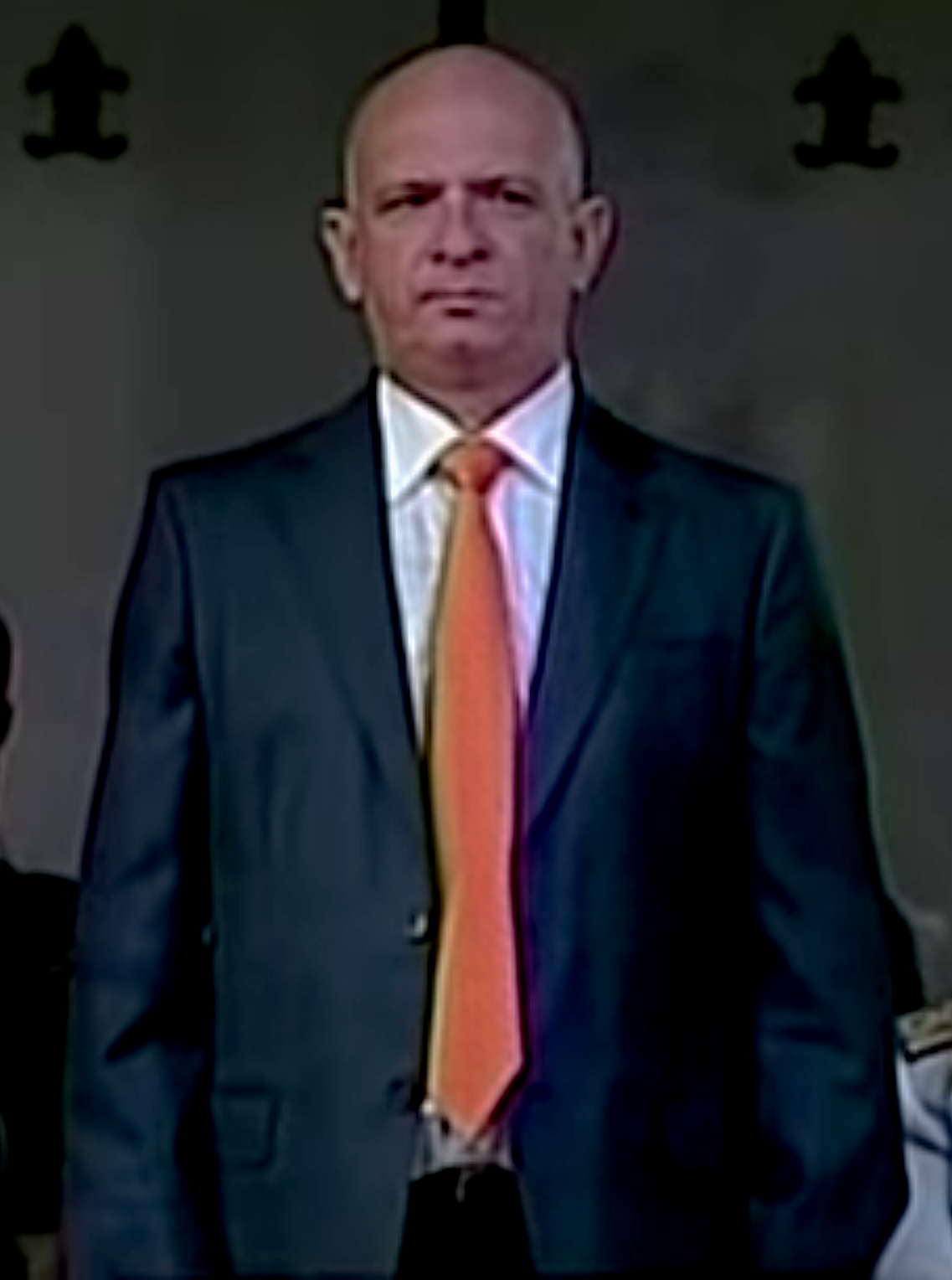
Hugo Carvajal als baas van de Venezolaanse geheime dienst in 2014.

Op 24 juli 2014 werd Hugo Carvajal, voormalige baas van de Venezolaanse geheime dienst, gearresteerd op Aruba op verzoek van de Verenigde Staten, die Carvajal wilden laten vervolgen vanwege drugssmokkel. Carvajal was met een diplomatiek paspoort Aruba binnen gekomen, met het doel om consul-generaal van Venezuela op Aruba te worden. Na de aanhouding bepaalde het Gerecht in Eerste Aanleg op Aruba op basis van informatie, die door het Nederlandse ministerie van Buitenlandse Zaken was aangeleverd, dat er geen verzoek van Venezuela binnen was gekomen om Carvajal tot consul-generaal op Aruba te benoemen, dat de benoeming van Carvajal dus niet door Nederland geaccrediteerd was, Carvajal ook geen recht had op diplomatieke onschendbaarheid en dus langer vastgehouden kon worden.
Venezuela was boos, eiste de vrijlating van Carvajal en verbood vluchten tussen de Nederlandse eilanden en Venezuela. Venezuela liet na vlootdagen in Maracaibo vier marineschepen langs Aruba varen, terwijl het dienstdoende stationsschip Zr.Ms. Groningen 950 km noordelijker bij Sint Maarten voer. Volgens Nederland waren de Venezolaanse schepen gewoon op doorreis, volgens Aruba en de Verenigde Staten was het intimidatie.
De Nederlandse regering had geen zin in een tweede crisis na het neerschieten van Malaysia Airlines-vlucht 17 een paar dagen eerder, waarbij 193 Nederlanders omkwamen. Tot verbazing van de Arubaanse justitie besloot Nederland Carvajal toch als consul-generaal te zien en hem vervolgens tot persona non grata te verklaren, waarna Carvajal naar Venezuela vertrok. De Verenigde Staten, die om de aanhouding van Carvajal hadden gevraagd, waren zeer teleurgesteld in de beslissing van de Nederlandse regering. Carvajal, bijgenaamd El Pollo, werd op 12 april 2019 in Spanje gearresteerd op grond van een bevel van aanhouding van de Verenigde Staten vanwege drugssmokkel in 2011; de Verenigde Staten heeft Spanje om zijn uitlevering verzocht.

#### Mensenrechtenschendingen
De rechten van Venezolaanse vluchtelingen zijn volgens Amnesty International door Curaçao geschonden met opsluiting, mishandeling en naar thuisland terugsturen zonder vorm van proces.

## Economie

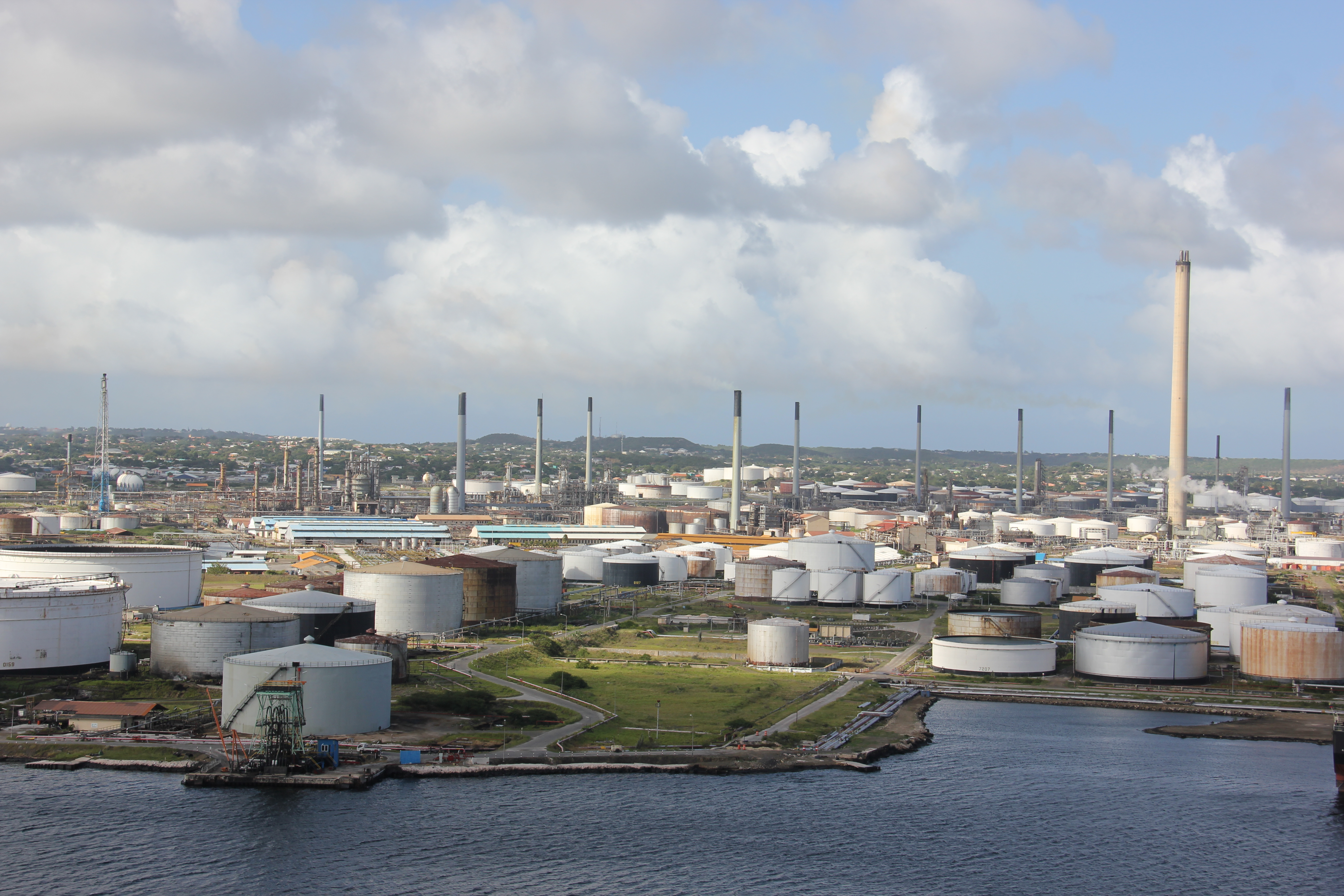
De Isla-raffinaderij op Curaçao die geëxploiteerd wordt door de PDVSA.

De economische handel tussen Nederland en Venezuela bedraagt 280 miljoen euro. Nederland exporteerde voor ongeveer 130 miljoen euro naar Venezuela en Venezuela exporteerde voor 150 miljoen naar Nederland. Nederland is na de Verenigde Staten, China en Colombia de grootste importeur van Venezolaanse producten. De handel tussen Nederland en Venezuela is tussen 2010 en 2016 met bijna 50% gedaald vanwege de grote economische crisis in Venezuela.
De handel tussen Nederland en Venezuela betreft voornamelijk handel tussen Venezuela en Aruba, Curaçao en Bonaire. Zo staan er op Aruba en Curaçao twee grote raffinaderijen waar veel olie uit Venezuela verwerkt worden. De Isla-raffinaderij op Curaçao wordt sinds 1985 gehuurd door de nationale oliebedrijf van Venezuela, de Petróleos de Venezuela (PDVSA) en zorgt voor 10% van het bruto binnenlands product van Curaçao. De raffinaderij in Sint Nicolaas op Aruba wordt gehuurd door CITGO, een Amerikaanse dochteronderneming van de PDVSA.
De Nederlandse benedenwindse eilanden zijn voor de voedselvoorziening deels afhankelijk van voedselimporten uit Venezuela. Zo meren er veel bootjes met fruit uit Venezuela af op de kade van Willemstad.

### Venezolaanse economische crisis

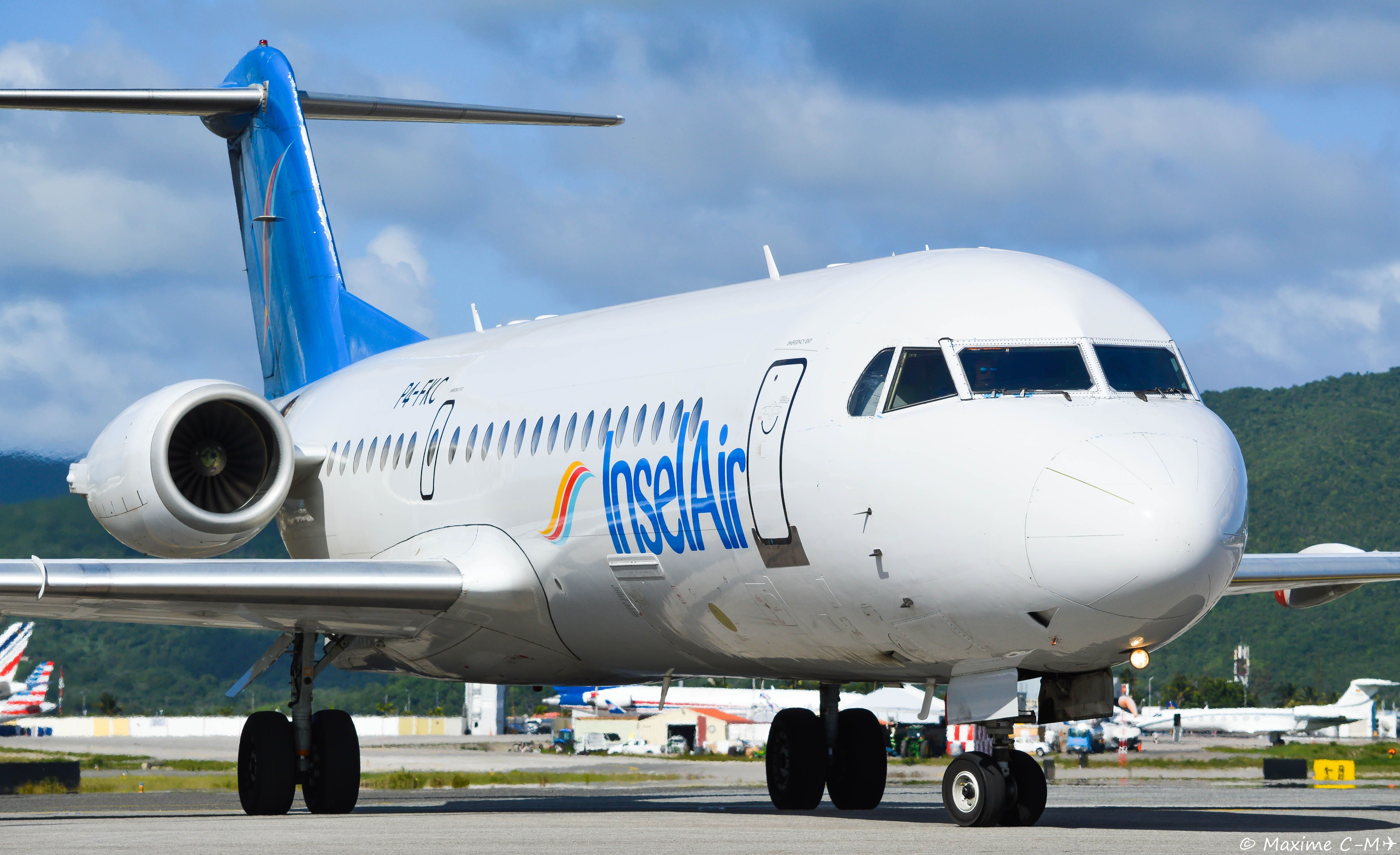
Fokker 70 van Insel Air. Venezuela heeft $100 miljoen schuld bij Insel Air.

Na het instorten van de olieprijzen vanaf 2009 kwam Venezuela in een zware economische crisis terecht. De olieproductie zorgt voor meer dan 50% van het bruto nationaal product van Venezuela en de winst van de verkoop van olieproducten is 95% van de exportwaarde. Tussen 2008 en 2011 en vanaf 2014 is de olieprijs relatief laag, wat zorgt voor oplopende schulden van de Venezolaanse overheid en hyperinflatie. Importen kwamen tot stilstand, wat voedsel- en medicijntekorten in Venezuela veroorzaakte.
Ondertussen ging de handel tussen Venezuela en de Nederlandse benedenwindse eilanden gewoon door, omdat de benedenwindse eilanden economisch afhankelijk zijn van Venezuela. De eilanden importeerden voedsel uit Venezuela en de PDVSA zond ruwe olie naar de Isla-raffinaderij om aldaar te verwerken, wat Venezuela harde valuta bezorgde. Wel hadden Venezuela en Venezolaanse bedrijven moeite om hun rekeningen aan bedrijven op Aruba, Curaçao en Bonaire te betalen. Zo heeft Venezuela een schuld van 100 miljoen dollar bij de luchtvaartmaatschappij Insel Air. Insel Air Aruba, de Arubaanse dochtermaatschappij van Insel Air, ging daardoor in 2016 failliet. Insel Air zelf kwam ook in financiële problemen kwam en werd overeind gehouden met staatssteun van de Curaçaose regering.
De economische crisis in Venezuela had ook gevolgen voor de omzet van de Isla-raffinaderij. In 2015 was de omzet van de raffinaderij nog meer dan 2,2 miljard gulden; in 2017 was dit teruggelopen tot minder dan één miljard gulden. De raffinaderij draaide in dat jaar slechts op 30% van haar capaciteit. Ook zijn de handelsinkomsten met Venezuela met meer dan 50% gedaald.
De voedselexport naar de Nederlandse benedenwindse eilanden wekte wrevel bij Venezuela, aangezien voedsel in Venezuela schaars is. In december 2017 dreigde Maduro de handel stil te leggen, omdat er volgens hem te veel smokkel van goud, benzine en voedsel van Venezuela naar de Nederlandse benedenwindse eilanden is.

### Grenssluiting van 2018
Op 6 januari 2018 sloot Venezuela de lucht- en zeegrenzen met Aruba, Curaçao en Bonaire gesloten vanwege de smokkel en is er geen rechtstreeks lucht- of zeevaart tussen Venezuela en de Nederlandse benedenwindse eilanden mogelijk. De sluiting was eerst voor drie dagen en werd drie keer met drie dagen verlengd. Nederland reageerde verbolgen op de grenssluiting, mede omdat het leger van Venezuela zelf achter de smokkel naar de Nederlandse benedenwindse eilanden zou zitten.
Op 12 januari was er een overleg tussen Venezuela en de regeringen in het Koninkrijk der Nederlanden. Hoewel het Koninkrijk der Nederlanden en Venezuela een conceptakkoord sloten, weigerde de Venezolaanse regering in te stemmen met het akkoord. Later zei Venezuela dat niet de smokkel, maar de sancties van de Europese Unie tegen Venezolaanse topambtenaren en regeringsleden de reden van de blokkade was en dat de grenssluiting net zolang duurt totdat de sancties zijn ingetrokken. Op 17 januari werd bekend dat de sluiting van de grens voor onbepaalde tijd is.
De Nederlandse benedenwindse eilanden worden hard geraakt, maar worden de gevolgen van de blokkade stapsgewijs merkbaar. Zo importeerden verschillende supermarktketens hun niet verse producten al enkele maanden uit andere landen. Ook is er een voorraad benzine en voedsel op de eilanden aanwezig en worden nieuwe aanvoerroutes opgezet. Wel is er een tekort aan verse producten en kunnen prijsstijgingen op de Nederlandse benedenwindse eilanden voorkomen.
Op 7 april 2018 bracht de Nederlandse minister Blok van Buitenlandse Zaken een bezoek aan Venezuela waar hij de Venezolaanse vice-presidenten El Aissami en Soteldo ontmoette om de grenssluiting te bespreken. Uit deze ontmoeting kwam een akkoord om wederzijdse problemen als smokkel in gezamenlijke Nederlands-Venezolaanse ambtelijke comités op te pakken. Dankzij dit akkoord hief Venezuela de eenzijdige grenssluiting per direct op. Op 16 april keerden de eerste fruitbarkjes uit Venezuela terug naar Willemstad.

## Samenwerking
De Nederlandse Kustwacht Caribisch Gebied werkt samen met de Venezolaanse kustwacht in de bestrijding van smokkel in edelmetalen, olie, benzine en drugs van Venezuela naar de benedenwindse eilanden.

## Internationale organisaties
Het Koninkrijk der Nederlanden en Venezuela werken beperkt samen in internationale organisaties. Het Koninkrijk der Nederlanden (is ook namens Aruba, Curaçao en Sint Maarten) niet erg betrokken bij multilaterale organisaties in Zuid-Amerika, omdat veel Zuid-Amerikaanse multilaterale organisaties zijn opgericht als tegenhanger van westerse handelsblokken als de Europese Unie en NAFTA. Wel zijn het Koninkrijk der Nederlanden en Venezuela allebei lid van de Verenigde Naties. Daarnaast werken de parlementen van Aruba, Curaçao, Sint Maarten en Venezuela samen in het Latijns-Amerikaanse parlement, waar de meeste parlementen uit Zuid-Amerika, Centraal-Amerika en het Caribisch gebied zijn aangesloten.

## Ambassades
Nederland heeft een ambassade in de Venezolaanse hoofdstad Caracas en honorair consulaten in Punto Fijo, Maracaibo, Porlamar. Venezuela heeft een ambassade in Den Haag en een consulaat-generaal in Oranjestad, Willemstad en Kralendijk.